# Andrew Grant Chapman
Andrew Grant Chapman (ur. 17 stycznia 1839, zm. 25 września 1892) – amerykański polityk związany z Partią Demokratyczną. W latach 1881–1883 przez jedną kadencję Kongresu Stanów Zjednoczonych był przedstawicielem piątego okręgu wyborczego w stanie Maryland w Izbie Reprezentantów Stanów Zjednoczonych.
Jego ojciec, John Grant Chapman, także reprezentował stan Maryland w Izbie Reprezentantów Stanów Zjednoczonych.